# Buttsū-ji

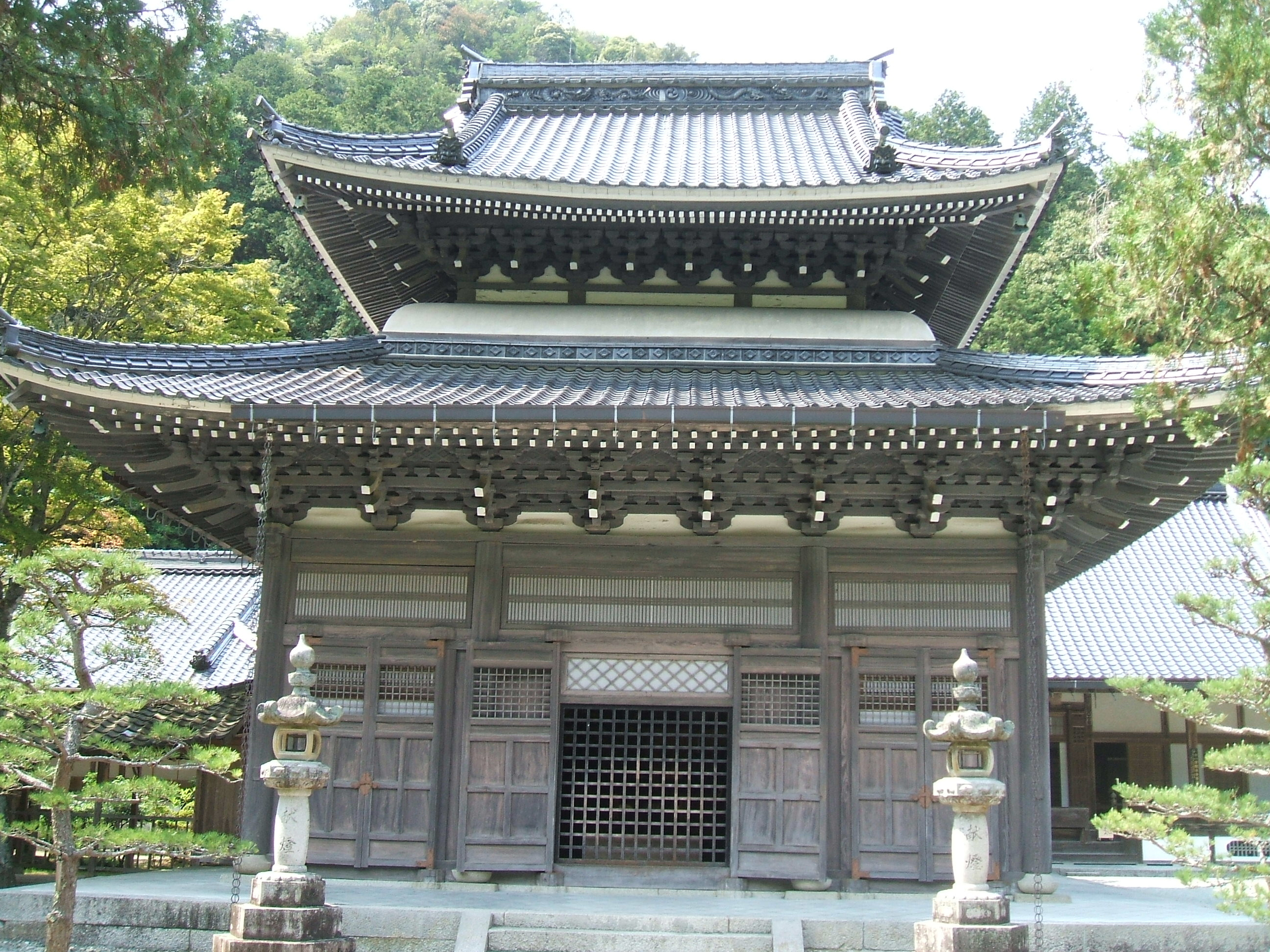
Das Tor zum Tempel

Der Buttsū-ji (japanisch 佛通寺) ist ein japanischer Tempel, ursprünglich der Shingon-Richtung des Buddhismus, im Stadtteil Takasaka-chō der Stadt Mihara in der Präfektur Hiroshima.

## Übersicht
Der Buttsū-ji, der Haupttempel der Buttsūji-Schule der Rinzai-Sekte liegt im tiefen Gebirgstal am Buttsūji-Fluss. Sein „Bergname“ ist „Gojo“ (御許山) und seine Hauptverehrung gilt Buddha als Shakyamuni. Der Tempel wurde 1397 von Kobayakawa Haruhira (小早川 春平; gestorben 1402) und Guchū Shūkyū (愚中 周及; 1323–1409) gegründet. Guchū diente der Shogun-Familie Ashikaga in Kyōto und stand seinem Kollegen Naka Muneyasu (那珂 宗泰) nahe. Haruhira hörte von Muneyasu vom Ruhm von Guchū, der im Tempel Tennei-ji (天寧寺) im Gebiet des Naka-Klans lebte. Er lud ihn ein, dort einen Tempel zu bauen, wodurch die Einheit innerhalb des Klans gestärkt wurde, die seine Unabhängigkeit inmitten der Turbulenzen der Namboku-chō-Zeit stärkte.
Der Buttsū-ji-Tempel hat seinen Namen vom Gründer des Tempels, Sokukyū Keiryō (即休 契了; 1269–1351), der der Meister von Guchū Shūkyū war und dessen posthumer Name „Buttsū-Zen-Meister“ (仏通禅師) war. Der Tempel wurde in einer wunderschönen Bergregion erbaut.
Im Jahr 1409 erlaubte Kaiser Go-Komatsu Guchū, vornehme lila Gewänder zu tragen, doch im selben Jahr verstarb dieser. Seine Schüler gründeten anschließend die Guchū-Sekte innerhalb der Rinzai-Sekte. Im Jahr 1441 wurde der Tempel zu einer Kultstätte für die Familie des Ashikaga-Shogunats und erhielt Schutz vom Kobayakawa-Klan sowie vom Mori-Klan. Auf seinem Höhepunkt gab es 88 Untertempel in der Nähe und etwa 3000 Untertempel im Westen Japans. Nach dem Ōnin-Krieg nahm die Macht des Tempels jedoch ab, und obwohl er unter Kobayakawa Takakage (小早川隆景; 1533–1597) etwas Macht zurückerlangte, geriet er bei den nachfolgenden Machtwechseln in den Hintergrund.
Nach der Meiji-Restauration verfielen die Hallen des Tempelgebiets. Als die verschiedenen Rinzai-Sekten 1876 unabhängig wurden, gehörte der Tempel zur Tenryūji-Sekte. Unter der Schirmherrschaft des Asano-Klans wurde im selben Jahr das Ganko-in (含暉院) und danach das Jizō-dō (地蔵堂) wieder aufgebaut. Die Haupthalle wurde renoviert und das Sanmon (三門) gebaut.
Im Jahr 1905 wurde der Tempel vom Tenryū-ji unabhängig und wurde zum Haupttempel der Buttsūji-Schule der Rinzai-Sekte. Vor dem Chinesisch-Japanischen Krieg besuchte der Armeeoffizier und Schriftsteller Sugimoto Goro (杉本 五郎; 1900–1937) den Tempel oft zur spirituellen Anregung.

## Anlage

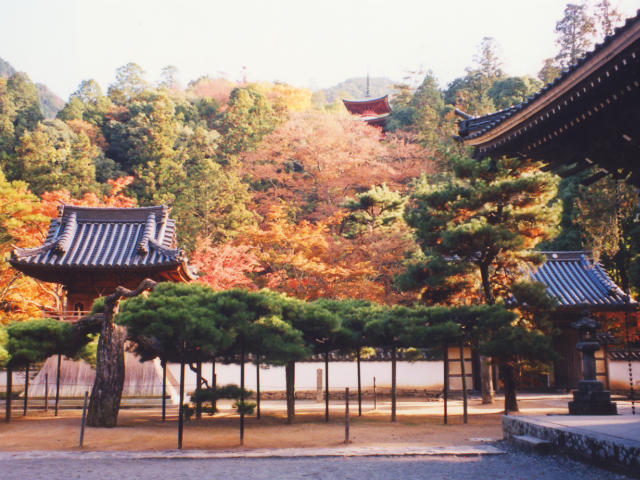
Auf dem Gelände
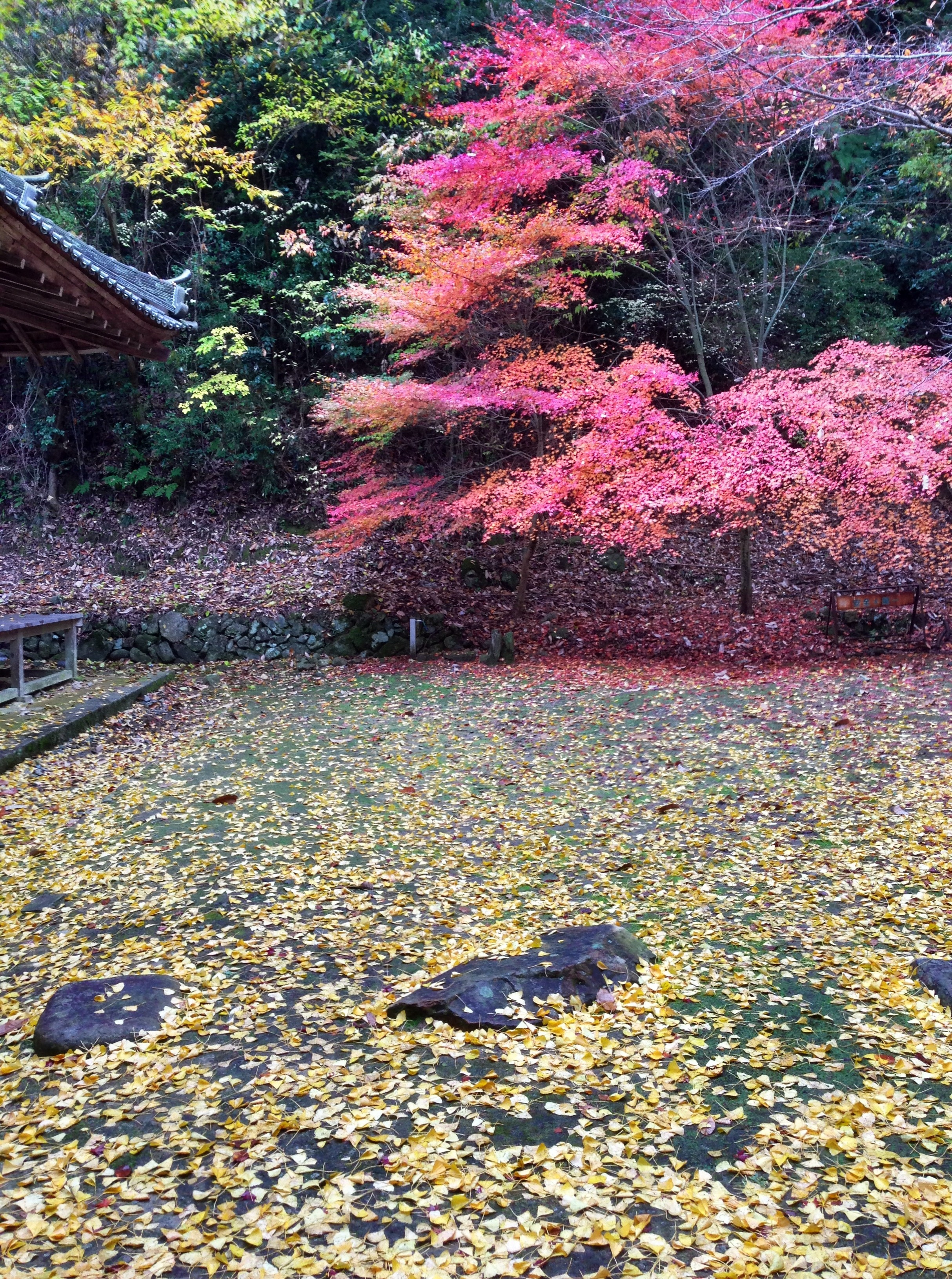
Platz neben der ersten Halle
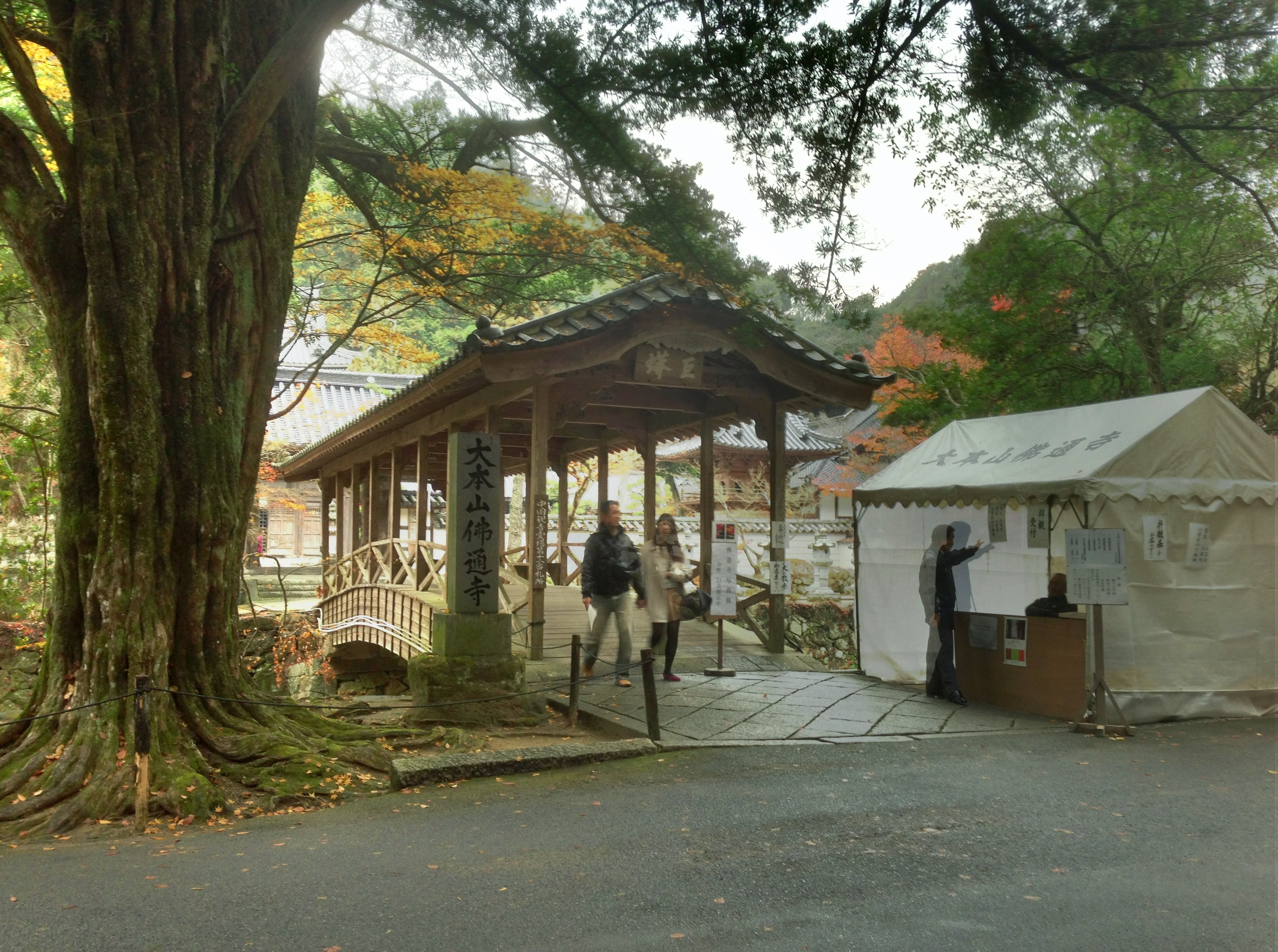
Eingang mit altem Ginkgo
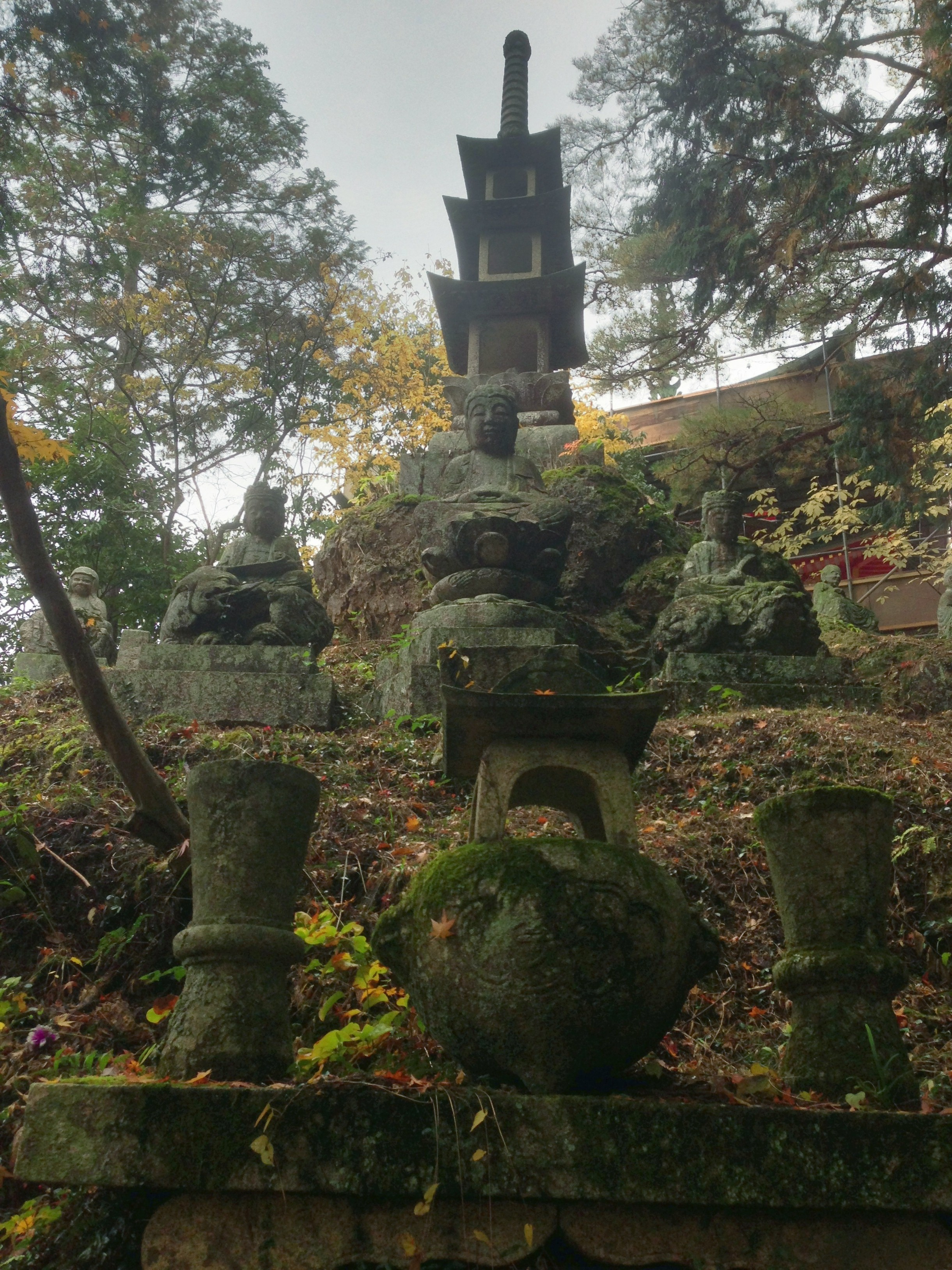
Steinfiguren